# Przełęcz Beskid nad Czeremchą
Przełęcz Beskid nad Czeremchą (słow. Čertižské sedlo, 581 m) – przełęcz we wschodniej części Beskidu Niskiego leżąca na granicy Polski i Słowacji.
Przełęcz rozdziela szczyty Klin (687 m) i Fedorkov (766 m). Stanowi północno-zachodni kraniec Bruzdy Międzylaboreckiej (Medzilaborecká brázda). Nieco na północny wschód od przełęczy znajdują się źródła Laborca. Przez przełęcz przebiega droga łącząca polską wieś Jaśliska ze słowacką wsią Čertižné, prowadząca dalej do Medzilaborec (w Polsce droga lokalna, na Słowacji nr 559). Do 21 grudnia 2007 na przełęczy znajdowały się przejścia graniczne: małego ruchu granicznego Jaśliska-Čertižné i na szlaku turystycznym Czeremcha-Čertižné, obecnie przejazd przez przełęcz jest wolny. Na przełęczy znajdują się (2015): „Boża Męka” – drewniany krzyż z blaszaną figurą Chrystusa Ukrzyżowanego na kamiennym postumencie, drewniana wiata z ławami dla turystów oraz słowacki metalowy słupek drogowskazowy szlaków turystycznych.

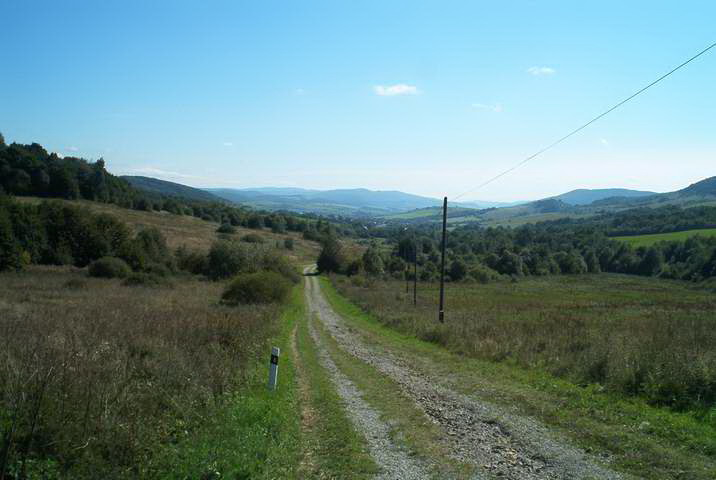
Widok na południową stronę

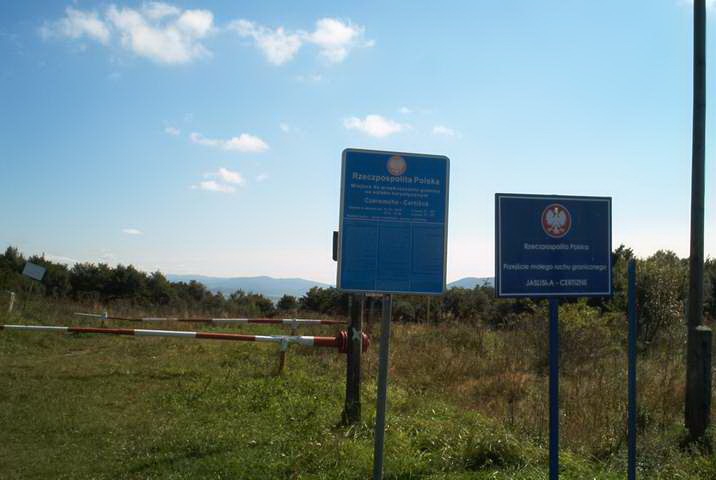
Zdjęcie sprzed grudnia 2007 roku

Poprzednią (patrząc od zachodu) przełęczą w granicznym łańcuchu Karpat jest Przełęcz Dukielska, a następną – Przełęcz Radoszycka.
Przełęcz Beskid (alternatywnie Przełęcz Dukielska) miała niegdyś ważne znaczenie gospodarcze, leżąc na szlaku handlowym z Węgier do Polski: Budapeszt – Miszkolc – Koszyce – Preszów – Stropkov – Przełęcz Beskid nad Czeremchą – Jaśliska – Przełęcz Szklarska – Rymanów – Sanok.
Przez przełęcz biegną szlaki turystyczne:
- Przełęcz Beskid nad Czeremchą (581 m) – Czeremcha – Lipowiec – Jaśliska
- słowacki graniczny  Klin – Čertižské sedlo – Fedorkov